# Magistrat
Magistrat (fra lat. magistratus) betyder (Stads)øvrighed og er en betegnelse for den forsamling, der udgør ledelsen i et magistratsstyre. Oprindelig afledt af magister, den der magter mere end flertallet.

## Oprindelse
I den romerske republik bestod magistraten af 6 embeder, som udvikledes over en længere årrække, men i den sene republiks tid kan sammenfattes således:
| Embede  | Antal valgte | Mindstealder ved valg | Hovedopgave                | Andre opgaver (eksempel) |
| ------- | ------------ | --------------------- | -------------------------- | ------------------------ |
| Kvæstor | 20           | 30 år                 | Forvaltning af statskassen |                          |
| Tribun  | 10           | 33 år                 | leder af tribunal          | vetoret                  |
| Ædil    | 4            | 36 år                 | politiopgaver              | Opsyn med kornforsyning  |
| Praetor | 8            | 39 år                 | retsformand                | provinsbestyrer          |
| consul  | 2            | 42 år                 | Hærfører                   | Leder af senatet         |
| censor  | 2            | 42+ år                | folketælling               | Skatteopkrævning         |

Reelt havde disse embedsmænd beføjelser, der svarer til, hvad vi i dag forstår som en regering. Da senatet kun var rådgivende organ og folkeforsamlingen (Rom) – især i krisetider – havde stærkt begrænset reel indflydelse, var magistraten i det antikke Rom særdeles magtfuld.

## Magistratsregering
I moderne tid har begrebet skiftet betydning, således at der ved magistratsregering forstås en styreform, hvor mindretal er sikret en forholdsvis indflydelse i regeringen. Princippet kendes fra Schweiz, og Retsforbundet har i Danmark været fortaler for dette princip.

## Kommunal betydning i Danmark
I Danmark benyttes begrebet magistrat i øvrigt om ledelsen af en kommune. Den består typisk af borgmesteren, rådmændene og eventuelt et antal menige medlemmer af kommunalbestyrelsen.
Kun de største kommuner har mulighed for at at etablere magistrater. Aktuelt er det kun Aarhus Kommune, Aalborg Kommune og Frederiksberg Kommune, der benytter sig af den mulighed. Tidligere har også København, og Odense haft magistratsstyre, og i disse kommuner kaldes borgmesteren og rådmændene (i København overborgmesteren og borgmestrene) stadig for magistraten til trods for at de nu har mellemformstyre.
Magistrater er i Danmark kendt tilbage fra Københavns privilegier fra 1661, og købstadsforordningen fra 1682.